# Shenzhen Open 2018 - Qualificazioni singolare
Le qualificazioni del singolare dello Shenzhen Open 2018 sono state un torneo di tennis preliminare per accedere alla fase finale della manifestazione. Le vincitrici dell'ultimo turno sono entrate di diritto nel tabellone principale. In caso di ritiro di una o più giocatrici aventi diritto, a queste sono subentrate le lucky loser, ossia le giocatrici che hanno perso nell'ultimo turno ma che avevano una classifica più alta rispetto alle altre partecipanti che avevano comunque perso nel turno finale.

## Teste di serie
1. Danka Kovinić (qualificata)
2. Barbora Krejčíková (primo turno)
3. Han Xinyun (primo turno)
4. Anna Karolína Schmiedlová (primo turno)

1. Anna Blinkova (qualificata)
2. Jang Su-jeong (primo turno)
3. Tereza Martincová (primo turno)
4. Stefanie Vögele (qualificata)

## Qualificate
1. Danka Kovinić
2. Stefanie Vögele

1. Anna Blinkova
2. Jasmine Paolini

## Tabellone

### Legenda
| - Q = Qualificato - WC = Wild card - LL = Lucky loser | - ALT = Alternate - SE = Special Exempt - PR = Protected Ranking | - w/o = Walkover - r = Ritirato - d = Squalificato |

### Sezione 1
|  | Primo turno | Primo turno   | Primo turno   | Primo turno | Primo turno |  |  | Ultimo turno | Ultimo turno  | Ultimo turno | Ultimo turno | Ultimo turno |  |
|  |             |               |               |             |             |  |  |              |               |              |              |              |  |
|  | 1           | Danka Kovinić | Danka Kovinić | 6           | 6           |  |  |              |               |              |              |              |  |
|  | WC          | Zhang Yuxuan  | Zhang Yuxuan  | 2           | 0           |  |  | 1            | Danka Kovinić | 6            | 5            | 6            |  |
|  | WC          | Wang Xinyu    | 2             | 6           | 6           |  |  | WC           | Wang Xinyu    | 4            | 7            | 3            |  |
|  | 6           | Jang Su-jeong | 6             | 1           | 4           |  |  |              |               |              |              |              |  |

### Sezione 2
|  | Primo turno | Primo turno        | Primo turno        | Primo turno | Primo turno |  |  | Ultimo turno | Ultimo turno     | Ultimo turno     | Ultimo turno | Ultimo turno |  |
|  |             |                    |                    |             |             |  |  |              |                  |                  |              |              |  |
|  | 2           | Barbora Krejčíková | Barbora Krejčíková | 6(1)        | 5           |  |  |              |                  |                  |              |              |  |
|  |             | Çağla Büyükakçay   | Çağla Büyükakçay   | 7           | 7           |  |  |              | Çağla Büyükakçay | Çağla Büyükakçay | 1            | 2            |  |
|  |             | Irina Bara         | Irina Bara         | 4           | 3           |  |  | 8            | Stefanie Vögele  | Stefanie Vögele  | 6            | 6            |  |
|  | 8           | Stefanie Vögele    | Stefanie Vögele    | 6           | 6           |  |  |              |                  |                  |              |              |  |

### Sezione 3
|  | Primo turno | Primo turno     | Primo turno     | Primo turno | Primo turno |  |  | Ultimo turno | Ultimo turno    | Ultimo turno    | Ultimo turno | Ultimo turno |  |
|  |             |                 |                 |             |             |  |  |              |                 |                 |              |              |  |
|  | 3           | Han Xinyun      | Han Xinyun      | 4           | 3           |  |  |              |                 |                 |              |              |  |
|  |             | Lesley Kerkhove | Lesley Kerkhove | 6           | 6           |  |  |              | Lesley Kerkhove | Lesley Kerkhove | 2            | 0            |  |
|  |             | Carol Zhao      | Carol Zhao      | 2           | 2           |  |  | 5            | Anna Blinkova   | Anna Blinkova   | 6            | 6            |  |
|  | 5           | Anna Blinkova   | Anna Blinkova   | 6           | 6           |  |  |              |                 |                 |              |              |  |

### Sezione 4
|  | Primo turno | Primo turno               | Primo turno               | Primo turno | Primo turno |  |  | Ultimo turno | Ultimo turno    | Ultimo turno    | Ultimo turno | Ultimo turno |  |
|  |             |                           |                           |             |             |  |  |              |                 |                 |              |              |  |
|  | 4           | Anna Karolína Schmiedlová | Anna Karolína Schmiedlová | 3           | 4           |  |  |              |                 |                 |              |              |  |
|  |             | Jasmine Paolini           | Jasmine Paolini           | 6           | 6           |  |  |              | Jasmine Paolini | Jasmine Paolini | 6            | 6            |  |
|  |             | Lu Jingjing               | Lu Jingjing               | 7           | 6           |  |  |              | Lu Jingjing     | Lu Jingjing     | 4            | 3            |  |
|  | 7           | Tereza Martincová         | Tereza Martincová         | 62          | 4           |  |  |              |                 |                 |              |              |  |